# 우간다망가베이
우간다망가베이(Lophocebus ugandae)는 긴꼬리원숭이과에 속하는 볏망가베이의 일종이다. 우간다에서 발견된다. 이 볏망가베이는 이전에 회색뺨망가베이(L. albigena)의 일종일 뿐이라고 간주되었다. 콜린 그로브스는 2007년 2월 16일, 이 종을 L. ugandae로 명명하고 새로운 종으로 승격시켰다. 이 종은 두개골과 얼굴이 회색뺨망가베이보다도 작다.